# Душан Драјић
Др Душан Драјић (Београд, 1937) редовни професор на Електротехничком факултету у Београду у пензији.
Рођен је 1937. у Београду, где је завршио основну и средњу школу. Електротехнички факултет у Београду је уписао 1956. године а дипломирао је 1960. на Одсеку за електронику и телекомуникације. Магистрирао је 1967. а докторирао 1971. године на истом Факултету.
Од 1961. до 1973. био је асистент на Катедри за основе телекомуникација. Године 1973. изабран је у звање доцента на тадашњем Заводу за телекомуникациону и микроталасну технику, године 1980. у звање ванредног професора а 1987. године у звање редовног професора на Катедри за телекомуникације. Пензионисан је 2003. године.
Учествовао је, односно учествује, у извођењу наставе из више предмета на редовним студијама:
- Теорија телекомуникација,
- Основи информатике,
- Статистичка теорија телекомуникација (и теорија информација),
- Дигиталне телекомуникације,
- Рачунарске телекомуникације,
- Кодови за пренос и запис и Кодови у рачунарским телекомуникацијама)

и постдипломским студијама 
- Теорија информација с кодовањем,
- Теорија преноса података,
- Статистичка детекциија сигнала,
- Случајни процеси у телекомуникацијама).

Био је дугогодишњи руководилац смера Дигитални пренос информација на постдипломским студијама. Такође је држао наставу (редовну и постдипломску) на факултетима у Бањој Луци, Нишу и Новом Саду.
Одржао је (2001) постдипломски курс Алгебарска теорија кодовања на Универзитету у Оулу (Финска).
Основне области научне делатности, којим са бави, су 
- статистичка теорија телекомуникација,
- теорија информација са кодовима и
- дигиталне телекомуникације.

Водио је неколико доктората од којих су два добила награду Привредне коморе Београда и више од 30 магистратура. Сваке године је водио више дипломских радова, од којих је неколико увек резултовало у студентским радовима на домаћим, па и међународним конгресима.
Аутор је, односно коаутор 4 уџбеника од којих су неки доживели више издања.
Објавио је више од 140 научних и стручних радова, (од којих више од десет у Electronics Letters, IEE Proc. Part F: Communication, Radar and Signal Processing, IEEE Tr. on Comm., IEEE Comm. Mag.).
Године 1988. добио је награду из фонда проф. Раковића за најбољи рад објављен у иностраном часопису.
Стални је рецензент часописа Electronics Letters.
Био је експерт Савезног министарства за науку за електротехнику информатику. Водио је, и сарађивао на више пројеката из области дигиталних телекомуникација, нарочито за потребе армије.
Водио је петогодишњи пројекат (1996-2000) “Телекомуникације” (око 100 учесника) који је финансирало Министарство за науку Републике Србије.
У ТЕМПУС пројекту (2002-2004) “JEP-16090 University Science Park – Organisational Framework” био је представник Универзитета у Београду.
Такође је водио и пројекат ИТ.1.10.0153. Б (2002-2004) “Интегрисани приступ Интернету”.
Био је продекан за наставу у 2 мандата и водио низ факултетских комисија (за научни рад, за постдипломске студије, за издавачку делатност итд.). Био је више година заменик шефа Катедре за телекомуникације.
Као изузетно популаран професор и као педагог, у три наврата је добио годишњу плакету студената за успешан педагошки рад. Члан је програмских одбора ЕТРАН-а, ТЕЛФОР-а и ТЕЛСИКС-а.